# Exix mexicana
Exix mexicana är en stekelart som beskrevs av Mason 1981. Exix mexicana ingår i släktet Exix och familjen bracksteklar. Inga underarter finns listade i Catalogue of Life.